# Mommur Chasma

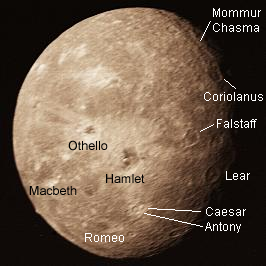
Imagen de Oberón tomada por el Voyager 2. Mommur Chasma está en la esquina superior derecha.

Mommur Chasma es el cañón, llamados chasmata en lenguaje astrogeológico, más extenso de la superficie de Oberón, satélite del planeta Urano.
Su nombre proviene de la casa del bosque donde reside Oberón, personaje de la obra de William Shakespeare El sueño de una noche de verano (A Midsummer Night’s Dream). 
Este accidente geológico se formó probablemente en las primeras etapas de la evolución de Oberón, cuando su interior se expandió y el hielo que formaba la corteza se partió. El cañón es un ejemplo de falla normal o de fosa tectónica. El Mommur Chasma fue fotografiado por primera vez por el Voyager 2 en enero de 1986.